# Барочный лес

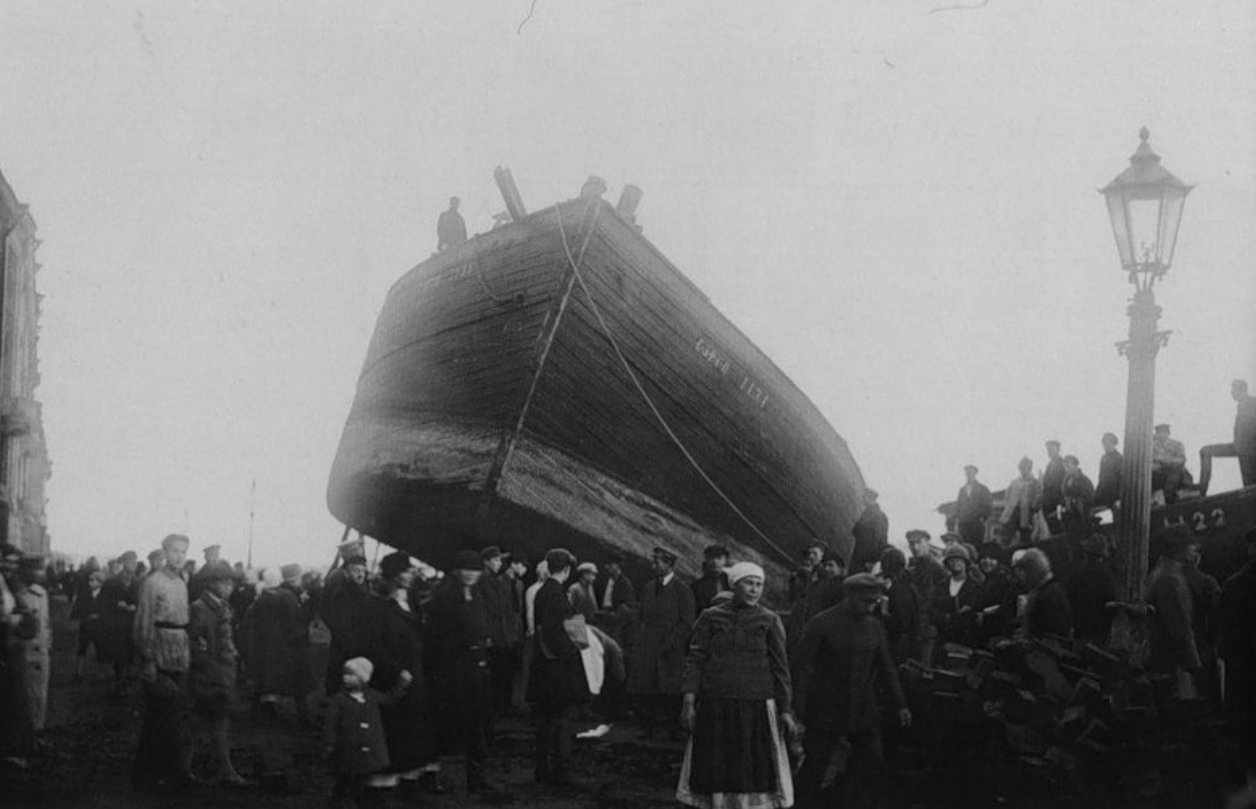
Барка, выброшенная наводнением 1924 года на Дворцовую набережную Санкт-Петербурга

Ба́рочный лес — древесный строительный материал, полученный путём разборки на части старой, уже непригодной для плавания барки, либо деревянной баржи. Использовался для хозяйственных и строительных нужд (включая возведение из него построек), а также в качестве горючего на растопку. В связи с низкой стоимостью барочного леса и его широкой доступностью в местах с развитым речным судоходством, в сочетании со сравнительно невысоким качеством (древесина исходно была отсыревшей и несла следы от гвоздей), материал пользовался популярностью в первую очередь у малообеспеченных слоёв населения.
Также барочным называется лес, непосредственно используемый для сооружения барок.
Барочный лес получил широкое распространение в Санкт-Петербурге в XIX веке, что было связано в том числе со скоплением на Неве большого количества старых барок, представлявших опасность для паровых судов и нуждавшихся в ликвидации. Утилизацией барок занимались так называемые «скободёры», получившее такое прозвище в связи с тем, что ими в процессе разборки из корпуса барки извлекались все скреплявшие его металлические элементы; также «скободёры» занимались и реализацией полученного стройматериала.